# Frances Brett Hodgkinson
Frances Brett Hodgkinson, död 1803, var en engelsk (sedan amerikansk) skådespelare. Hon var en av de ledande scenkonstnärerna i USA under sin samtid. 
Frances Brett var dotter till skådespelaren William Brett och uppträdde som barn i Bath år 1781. Hon anlände till New York i USA år 1792 tillsammans med sin make och kollega John Hodgkinson. Hon var sedan verksam vid  New York-scenen, där hon fram till sin död var en av huvudattraktionerna. Hon beskrivs som en blåögd blondin med vacker sångröst och gavs alla former av roller, men ansågs bäst i komiska flickroller och sångroller, och var mycket populär bland publiken. Hon avled i tuberkulos. 